# 739
El 739 (DCCXXXIX) fou un any comú començat en dijous del calendari julià.

## Esdeveniments
- Successives revoltes coptes a Egipte
- Alfons I comença a regnar a Astúries i recupera terreny als musulmans
- Wunibald fou ordenat sacerdot per Bonifaci, a Sülzenbrucken (Turíngia)